# مهر مارگاریان
مهر مارگاریان (ارمنی: Մհեր ՄԱՐԳԱՐՅԱՆ؛ زادهٔ ۴ نوامبر ۱۹۷۴) یک دیپلمات، مورخ و سیاستمدار اهل ارمنستان است که از تاریخ ۲۰۲۰ تا کنون سمت ریاست کمیسیون مقام زن ملل متحد را برعهده دارد.

## زندگی‌نامه
در ۴ نوامبر ۱۹۷۴ در ایروان به دنیا آمد و از دانشگاه دولتی ایروان و دانشکده فلچر دانشگاه تافتس فارغ‌التحصیل شد. 